# Cymbacha
Cymbacha – rodzaj pająków z rodziny ukośnikowatych, opisany po raz pierwszy przez Kocha w 1874 roku. Obejmuje 8 gatunków, o zróżnicowany kolorze. Większość występuje w Australii (Queensland i Nowa Południowa Walia), jednak niektóre żyją na Sri Lance, Nowej Gwinei i Tasmanii. 
Jeden z popularniejszych gatunków, C. ocellata posiada jasnobrązowe głowotułowie, ciemnobrązowe kończyny i ciemny odwłok z jaśniejszym wzorem. Tak jak wszystkie ukośnikowate, nie buduje sieci, sprawnie poluje zaś na niekiedy większe od siebie owady.

## Gatunki
- Cymbacha cerea L. Koch, 1876 (Queensland)
- Cymbacha festiva L. Koch, 1874 (Queensland, Nowa Południowa Walia)
- Cymbacha ocellata L. Koch, 1874 (Queensland)
- Cymbacha saucia L. Koch, 1874 (Nowa Gwinea, Queensland)
- Cymbacha setosa L. Koch, 1874 (Queensland)
- Cymbacha similis L. Koch, 1876 (Nowa Południowa Walia, Tasmania)
- Cymbacha simplex Simon, 1895 (Sri Lanka)
- Cymbacha striatipes L. Koch, 1876 (Queensland)